# Aquel verano del 60
Aquel verano del 60 (en italiano: Sapore di mare) es una película de comedia dirigida por Carlo Vanzina.
Obtuvo un gran éxito comercial y puso de moda durante un corto período de tiempo un subgénero de películas de comedia basado en la nostalgia. También tuvo una secuela, Sapore di mare 2 - Un anno dopo.
Por su actuación en esta película, Virna Lisi ganó un Premio David de Donatello en la categoría de "Mejor actriz de reparto", así como un Nastro d'argento en la misma categoría.

## Reparto
- Jerry Calà: Luca
- Christian De Sica: Felicino
- Isabella Ferrari: Selvaggia
- Marina Suma: Marina
- Virna Lisi: Adriana
- Karina Huff: Susan
- Angelo Cannavacciuolo: Paolo
- Gianni Ansaldi: Gianni
- Giorgia Fiorio: Giorgia